# 졸레 조버노브스키
졸레 조버노브스키(Gjorgji Jovanovski, 1964년 7월 10일)는 마케도니아 공화국 출신으로 골키퍼 코치이다.
2013년 FC 서울 유스팀에서 골키퍼 코치를 역임했으며 현재는 포항 스틸러스의 골키퍼 코치이다.